# Kittur, Navalgund
Kittur là một làng thuộc tehsil Navalgund, huyện Dharwad, bang Karnataka, Ấn Độ.